# Hermann Granzow (Jurist)
Hermann Granzow (* 3. April 1877 in Görlitz; † 1948) war ein deutscher Jurist. Er war unter anderem Richter am Volksgerichtshof und in dieser Eigenschaft an zahlreichen Todesurteilen der NS-Kriegsjustiz während des Zweiten Weltkriegs beteiligt.

## Leben und Tätigkeit
Während seines Studiums wurde Granzow Mitglied der Leipziger Universitäts-Sängerschaft zu St. Pauli. Er wurde zum 1. Januar 1907 als Amtsrichter in Schlochau bestallt. Am 27. Februar 1919 folgte die Beförderung zum Amtsgerichtsrat und Hilfsrichter beim Landgericht im westpreußischen Konitz. Zum 1. Juni 1920 wechselte er als Oberlandesgerichtsrat nach Celle.
Zum 1. Oktober 1930 wurde Granzow zum Kammergerichtsrat ernannt. Nach dem Machtantritt der Nationalsozialisten trat er zum 1. Mai 1933 der NSDAP bei (Mitgliedsnummer 3.473.288).
Im Sommer 1934 gehörte Granzow zu mehreren Richtern beim Strafsenat des Kammergerichts, die in zwei Urteilen vom August Misshandlungen von Angeklagten während ihrer Untersuchungshaft feststellten und die diese Urteile zum Anlass nahmen, um dienstliche Erklärungen abzugeben, in denen sie Einzelheiten der Folterungen festhielten und Maßnahmen zu ihrer Verhinderung anregten. Dem Kammergerichts-Monographen Weichbrodt zufolge tat insbesondere Granzow sich hierbei durch „eingehende Vorschläge“ hervor, wie polizeiliche und richterliche Vernehmungen zukünftig gestaltet werden sollten, damit die Angeklagten zukünftig vor derartigen Folterungen geschützt würden. Weichbrodt hielt es in diesem Zusammenhang für gerechtfertigt, Granzows Namen, trotz seiner späteren Entwicklung, zusammen mit den Namen von sieben weiteren Richtern beim Kammergericht, die 1934 versuchten, „sich der Zerstörung des Rechts durch die Folterung von Gefangenen zu widersetzen“, „rühmend“ hervorzuheben.
Am 1. Oktober 1934 wurde Granzow Mitglied des Dienststrafsenats beim Berliner Kammergericht. Seine Positionierung gegen die Folterpraktiken des Regimes hatten für ihn keine dienstlichen Nachteile.
Seit dem 16. Februar 1940 gehörte Granzow dem Berliner Volksgerichtshof als Hilfsrichter an. Seinen höchsten Rang dort erreichte er, als er am 27. Dezember 1944 mit Rückdatierung zum 1. Oktober 1944 zum Volksgerichtsrat befördert wurde. Diese Beförderung, die trotz eines damals bereits recht fortgeschrittenen Alters von Granzow erfolgte, wurde auf Vorschlag des Präsidenten des Volksgerichtshofes Roland Freisler vorgenommen, der Granzow bereits 1941 für eine Beförderung zum Volksgerichtsrat empfohlen und ihn in einer Beurteilung von 1942 als „ein treuer Gefolgsmann des Führers“ gelobt hatte.
Als Hilfsrichter und Richter am Volksgerichtshof war Granzow während des Zweiten Weltkriegs an der Verhängung zahlreicher Todesurteile der NS-Kriegsjustiz beteiligt, so an den Todesurteilen gegen Walter Rietig vom 26. Oktober 1942, Anton Rausch, Viktor da Pont, Georg Gruber, Adalbert Horejs, Adele Stürzl, Johann Vogl und Andreas Obernauer vom 14. April 1944, gegen Josef Axinger vom 12. April 1944, gegen Franz Jaindl-Haring vom 22. Juni 1944 und gegen Helene Knothe vom 23. November 1944.
Außerdem war er an der Verurteilung von Hermann Dubber am 16. Mai 1941 zu einer lebenslangen Zuchthausstrafe beteiligt.